# Средний вес в боксе
Средний вес в боксе (англ. Middleweight) — весовая категория в профессиональном боксе между второй средней и первой средней весовыми категориями. Предел веса для дивизиона составляет 160 фунтов (72,574 кг).

## Действующие чемпионы мира
| Организация | Дата завоевания титула | Чемпион            | Рекорд         | Защиты титула |
| ----------- | ---------------------- | ------------------ | -------------- | ------------- |
| WBA         | 1 мая 2021             | Эрисланди Лара     | 31-3-3 (19 KO) | 2             |
| WBC         | 7 мая 2024             | Карлос Адамес      | 24-1-1 (18 KO) | 3             |
| IBF         | 14 октября 2023        | Жанибек Алимханулы | 17-0 (12 KO)   | 2             |
| WBO         | 26 августа 2022        | Жанибек Алимханулы | 17-0 (12 KO)   | 5             |